# أبو إدريس البصري
أبو إدريس البصري، تابعي رواي حديث، روى له النسائي حديثًا.

## روايته للحديث النبوي
- روى عن: أنس بن مالك.
- روى عنه: هشام بن حسان.[1]
- الجرح والتعديل: قال البخاري: «في حديثه نظر»، وقال ابن حبان: «لا أعلم له سماعًا من أنس ولا يجوز الاحتجاج به»، وقال ابن عدي: لم يُذكر عنه شيء، روى له النسائي حديثًا موقوفًا على أنس،[2]